# Fundación Monet en Giverny
La Fundación Claude Monet (del francés: Fondation Claude Monet) es un museo y jardín botánico, que se encuentra en la comuna de Giverny, Francia.
El jardín tiene una superficie de 15 hectáreas, incluyendo tanto la colección botánica, la vegetación local y un pequeño vivero para especies raras.
El 26 de abril de 1974 la propiedad fue inscrita en el título de los monumentos históricos (entrada, jardín, taller, estanque y pabellón).  También está catalogado como «Jardin Remarquable» (jardín notable) en el 1976.
Con 530 000 visitantes en el año 2010, es el segundo lugar más visitados en Normandía detrás del Mont-Saint-Michel.

## Historia

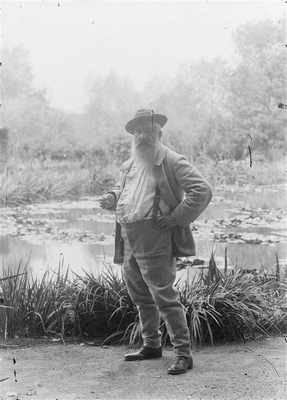
Claude Monet delante del estanque de los nenúfares

La casa donde vivió Claude Monet desde 1883 hasta 1926, se convirtió en su lugar de distracción: con el mantenimiento de los yesos en color rosa, pintó con los colores de su paleta (puertas y persianas en verde, el comedor en amarillo luminoso cromo, adornado con grabados japoneses de los siglos XVIII y XIX, azul dominando en la cocina con paredes de azulejos de loza azul y blanca de cerámica de Ruan y muebles lacados en azul del mismo tono para el jardín, desviando un brazo del río Epte para alimentar un estanque atravesado por un puente japonés. Plantó colecciones de plantas hortícolas japonesas, mostradas en un jardín perfeccionista: cuidado hasta por siete jardineros, uno de los cuales era el responsable de eliminar diariamente las gotas de lluvia o rocío en los nenúfares.
A la muerte de Claude Monet el 5 de diciembre de 1926, Michel, su único hijo superviviente, heredó la propiedad en Giverny, así como la colección de pinturas y una importante colección de grabados japoneses. Prefiriendo hacer safaris en África, no se sentía atraído por la casa de la familia. Blanche Monet Hoschedé, hija de Alice Hoschedé y la viuda de Jean, el hijo mayor de Monet, mantuvo la casa y el jardín, con la ayuda del jefe jardinero Lebret. A la muerte de Blanche en 1947, el jardín quedó casi abandonado y la naturaleza siguió su curso…
Michel Monet murió en 1966 en un accidente de coche. Sin un heredero, legó la propiedad y colecciones de Giverny a la Academia de Bellas Artes. Jacques Carlu, el arquitecto del Palacio de Chaillot, miembro de la Academia de Bellas Artes y el director del Museo Marmottan de París, no tenía suficientes recursos financieros para llevar a cabo una verdadera campaña de restauración. Sin embargo, sufragó la reparación del tejado, protegió las estampas y transportó el resto de la colección de pintura al Museo Marmottan
A la muerte de Jacques Carlu en 1977, la Academia de Bellas Artes decidió que el rescate de la casa de Giverny lo realizara Gerald Van der Kemp, disfrutando del éxito de las campañas de restauración de Versalles, donde fue el conservador. La casa era un desastre, y la desolación reinaba en el jardín: el Clos Normand estaba cubierto de zarzas y malezas, muchos árboles muertos, los invernaderos sin cristales, enrejados y las placas de las plantas estaban totalmente oxidadas... en el jardín de agua, el puente japonés se pudría en el agua negra y los bancos habían sido destruidos por los animales salvajes.
Los presupuestos asignados por la Academia de Bellas Artes y el "Consejo General del Eure" no eran suficientes, Gerald Van der Kemp y su esposa Florence hicieron un llamamiento a mecenas estadounidenses para salvar Giverny. Las donaciones fluyeron, predominantemente de la  Versailles Foundation-Giverny Inc. de New York: que permitió llevar a cabo el trabajo de restauración.
El estanque de los nenúfares del "Jardín de Claude Monet" había servido de inspiración para cuadros de Claude Monet.

Obras de Monet en el Museo Marmottan de París inspiradas en la casa de Giverny
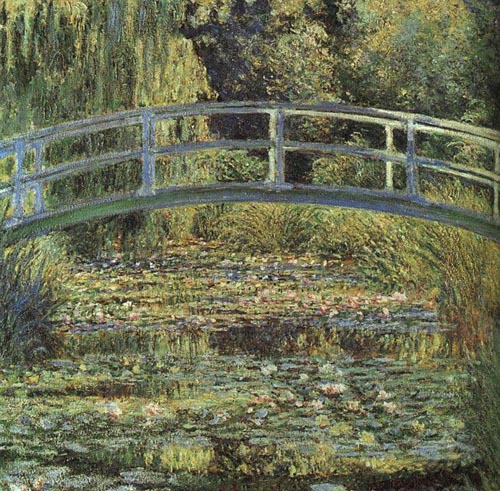
El puente japonés sobre el estanque (1899)
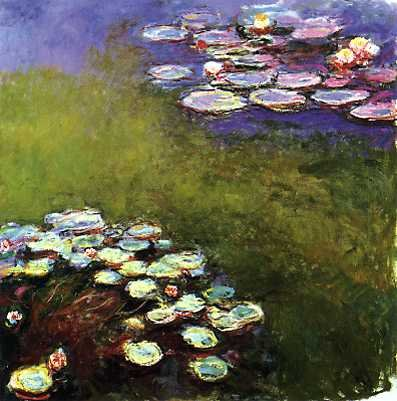
Nympheas
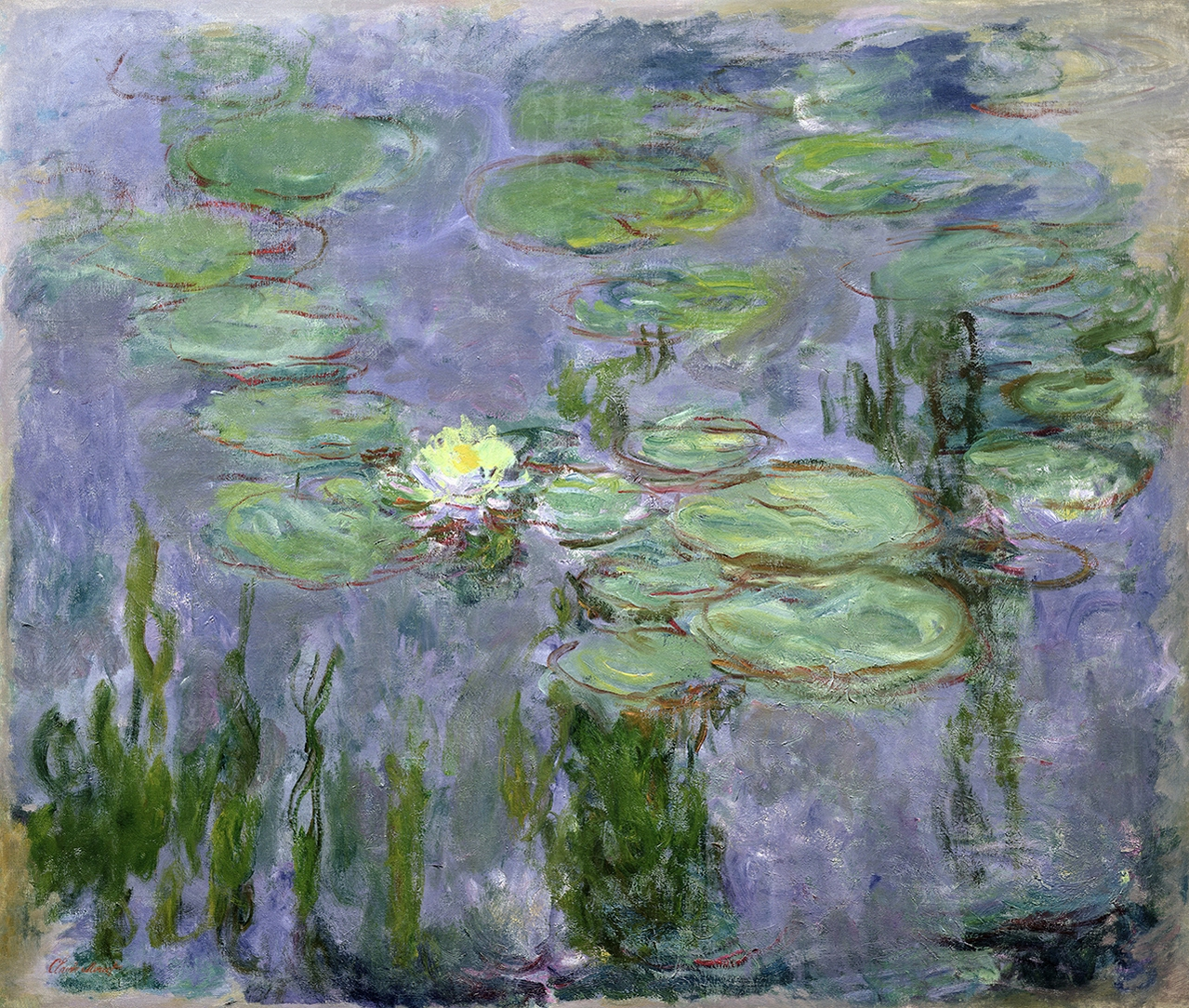
Nympheas (1915)
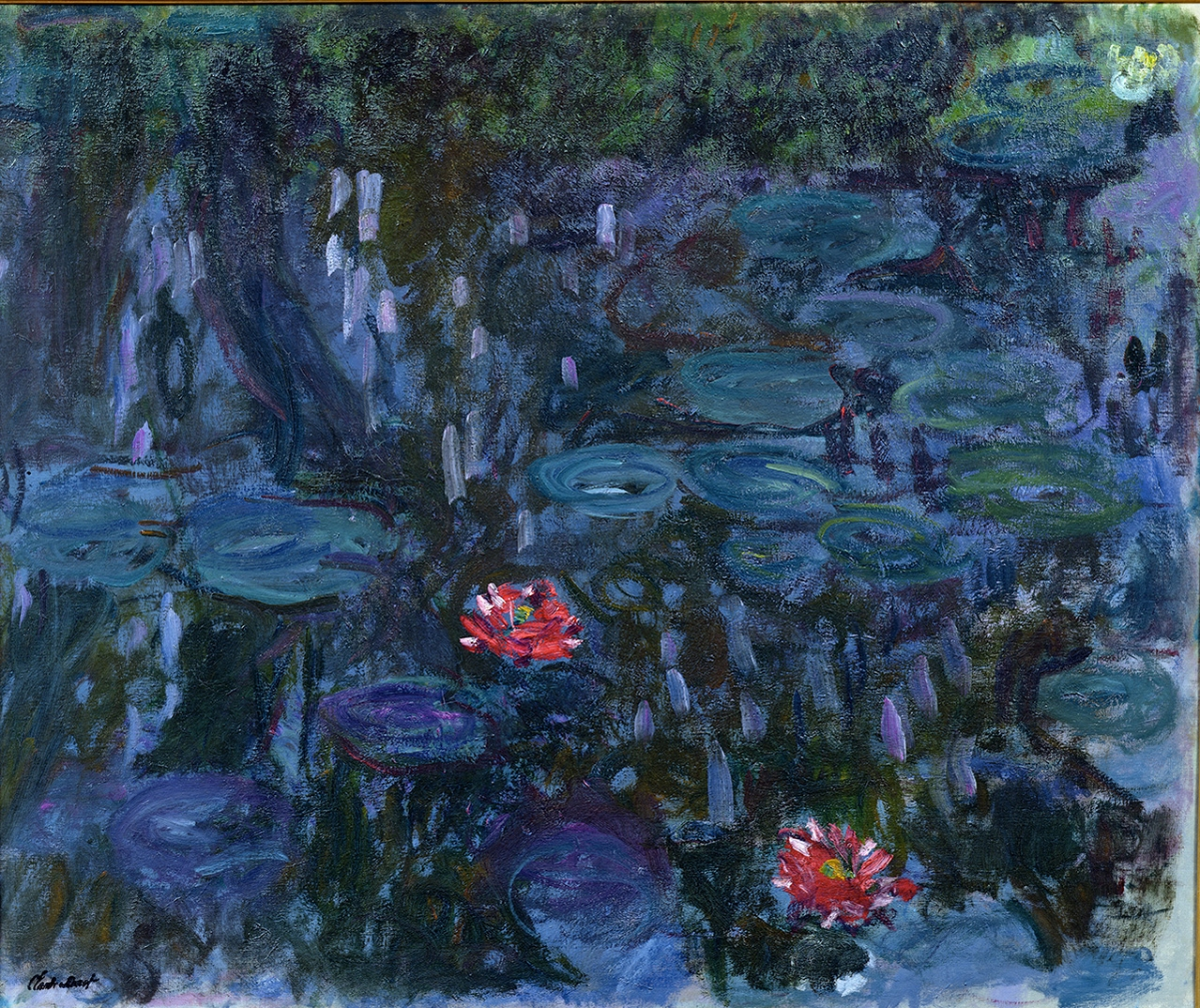
Nymphéas reflets de saule (Ninfeas y reflejos de sauce) (1916-19)
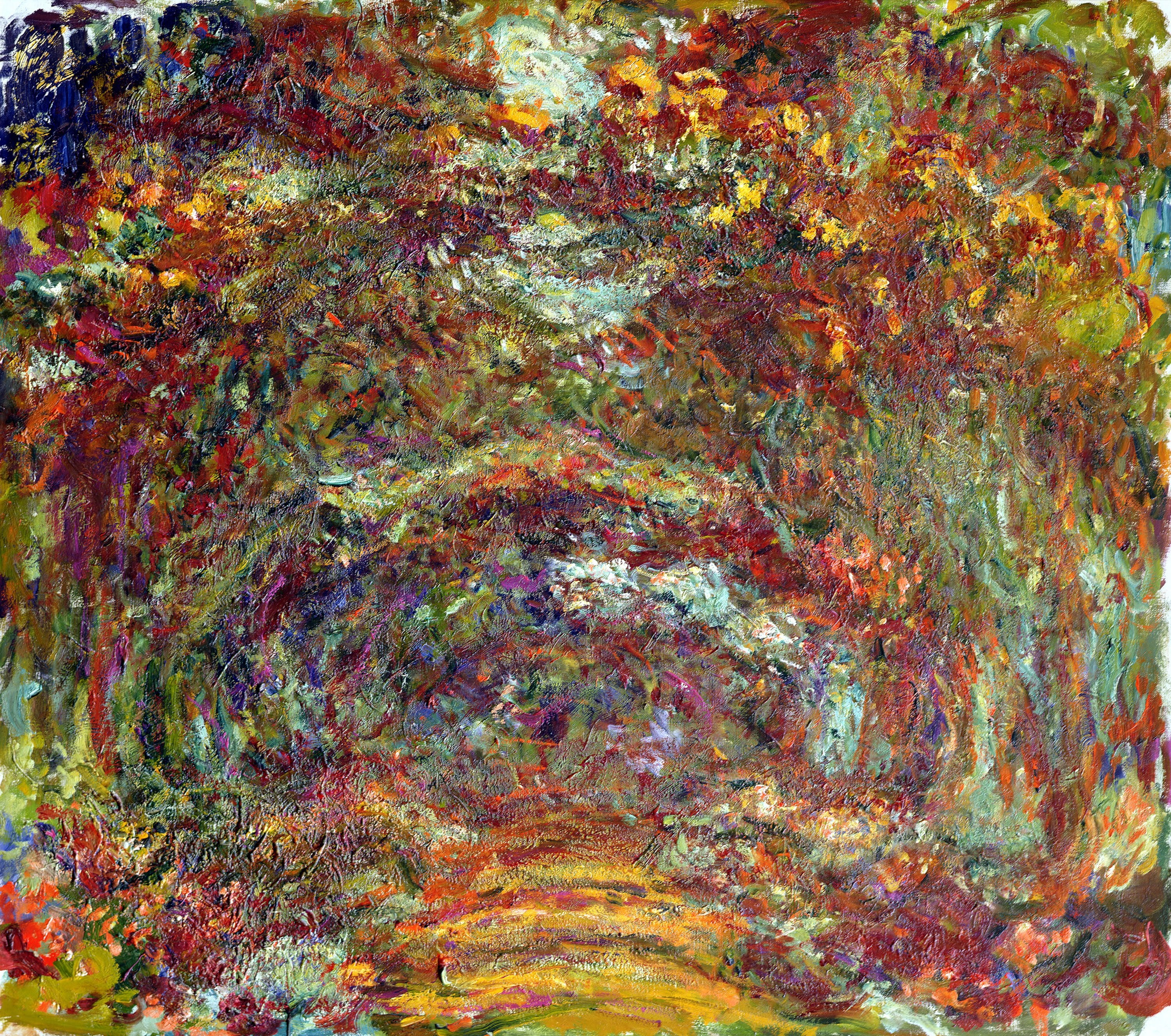
La pérgola de las rosas de Giverny (1920-22)

Durante tres años, se realizó un considerable trabajo de restauración. Se restauraron la casa, talleres, muebles y estampas. Gerald Van der Kemp y Gilbert Vahe, el joven jardinero jefe formaron la École nationale supérieure d'horticulture, que hizo resurgir los jardines. Los árboles muertos fueron talados, las flores limpiadas, las pasarelas remontadas y el "puente japonés" fue reconstruido exactamente, manteniendo las glicinas que plantó Monet. El borde de los bancos se consolidó con tablas. Los archivos, las innumerables fotografías y recuerdos de los que habían conocido el jardín ayudaron a encontrar los planes y las variedades preferidas de Monet. Algunos cultivares habían desaparecido, y se sustituyeron por otros similares. Por último, se permitirá el paso de los visitantes al jardín, creando senderos más anchos, cementados y rodeados de ladrillos.
El 1 de junio de 1980, fue creada la Fondation Claude Monet, y la propiedad abrió sus puertas al público. Muy rápidamente, se convirtió en un destino popular para un número creciente de visitantes de todo el mundo. Ocupa el segundo lugar como destino turístico más visitado en Normandía después de Mont-Saint-Michel, la casa y los jardines reciben aproximadamente 530 000 entusiastas de abril a noviembre.
A la muerte de su marido en diciembre de 2001, Florence Van der Kemp, miembro correspondiente de la Academia de Bellas Artes, será la comisaria de la Fondation Claude Monet, y continuó la obra hasta su muerte en febrero de 2008.
Hugues Gall fue elegido director de la Fondation Claude Monet por la Académie des beaux-arts en marzo de 2008.

## La casa
Los visitantes tienen acceso a:
- la planta baja: el salón azul (la sala de lectura), el "épicerie" (la despensa), la sala de estar / estudio, el comedor y la cocina de azulejos azules;
- la primera planta: las habitaciones de la familia, incluyendo la habitación de Claude Monet, que fue renovada en marzo de 2013 como así la habitación de Alice Hoschedé y sus apartamentos privados. También es visitable ahora la sala de Blanche Hoschedé, que fue recreada en 2013 basada en archivos y elementos existentes presentes en la casa.

## Los jardines
Los jardines están divididos en dos partes distintas, que han sido restauradas según las propias especificaciones de Claude Monet:
- El Clos-Normand fue modelado según la propia visión artística de Monet cuando se estableció en Giverny. Pasó años transformando el jardín en una vívida pintura en plein air, con la plantación de miles de flores en patrones de líneas rectas..

- Al otro lado de la calle del Clos-Normand, Monet adquirió en 1893 un pedazo de tierra vacante a través de la carretera, que transformó en un jardín acuático al desviar agua del arroyo Ru, un brazo del río Epte. Ese jardín se hizo famoso durante su vida con la ejecución de su famosa serie de pinturas monumentales, Nymphéas. El jardín acuático está marcado por la fascinación de Monet por Japón, con su verde puente japonés y plantas orientales. Los nenúfares eran meticulosamente cuidados por un jardinero utilizado para tal uso exclusivamente.

Algunas vistas en el "Jardín de la Foundation Claude Monet".

Vistas
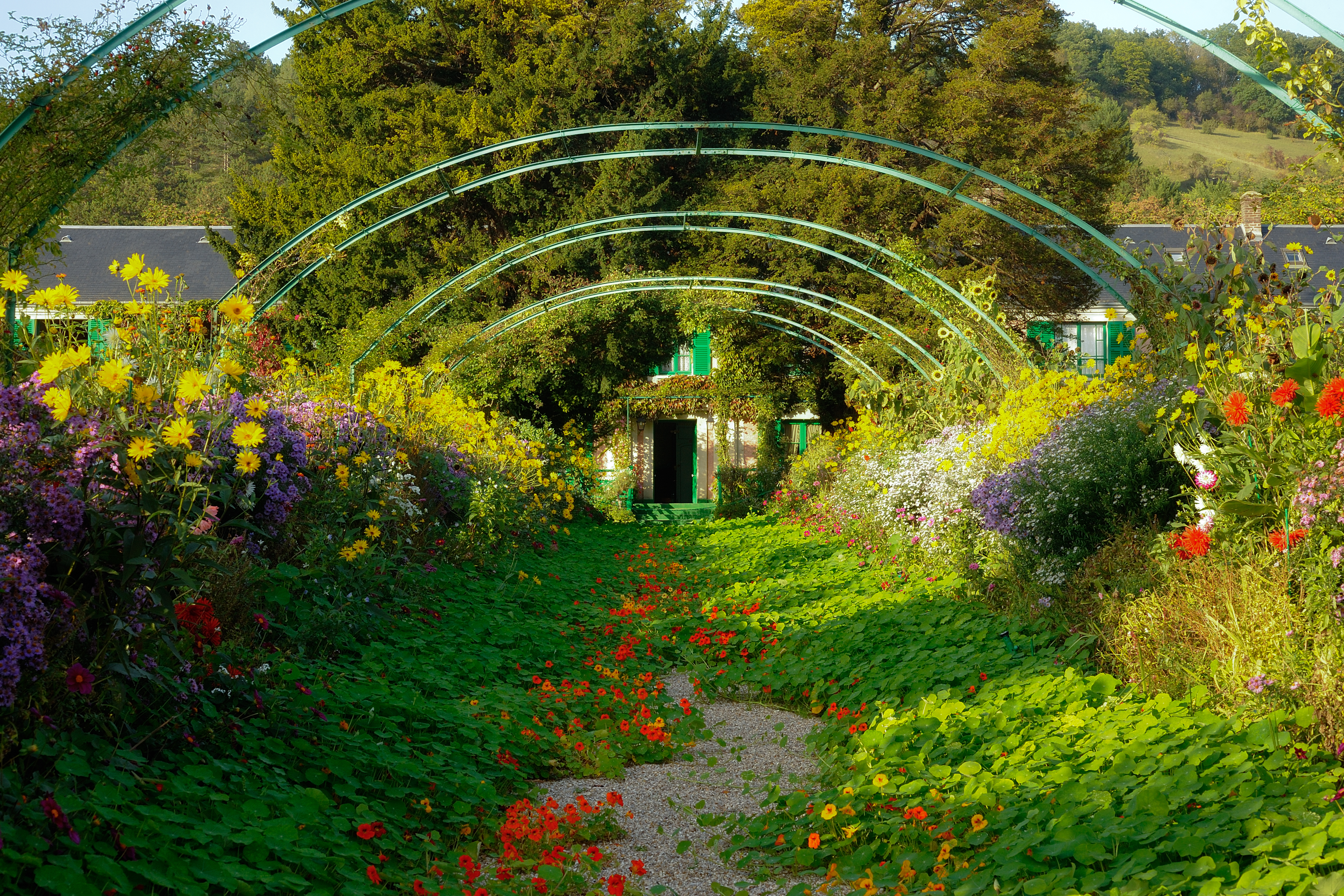
"L'allée centrale du Clos Normand" (El callejón central del Clos Normand).
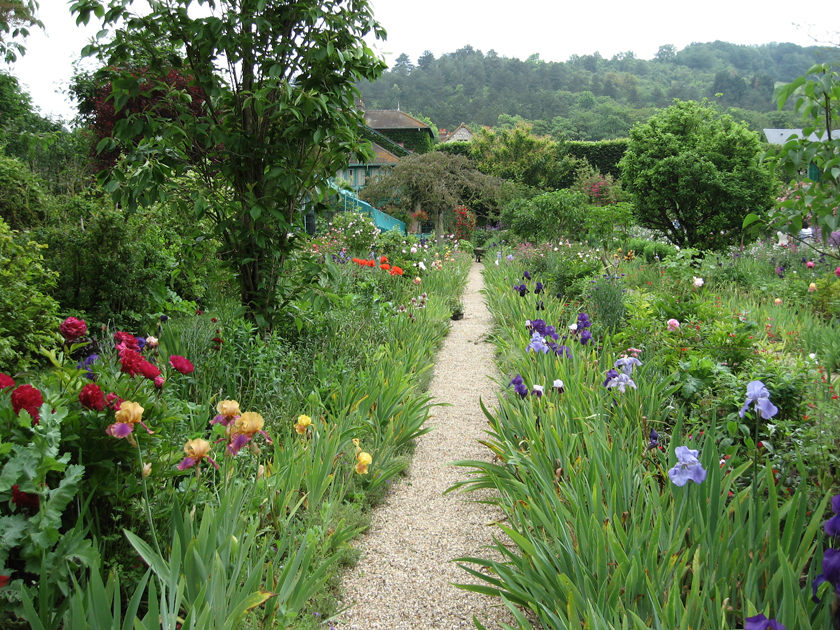
Jardín Monet de Giverny.
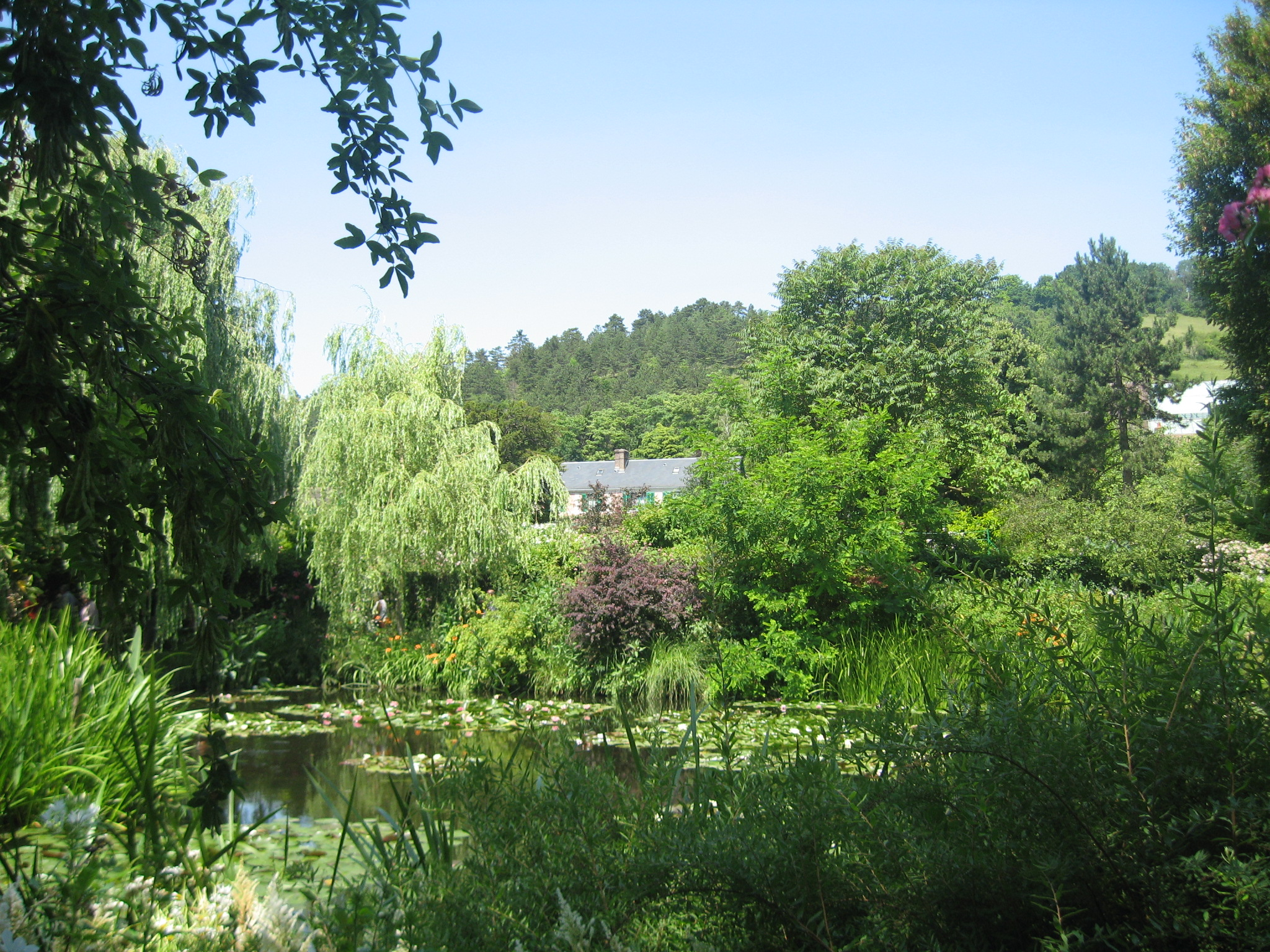
Vista desde el estanque.
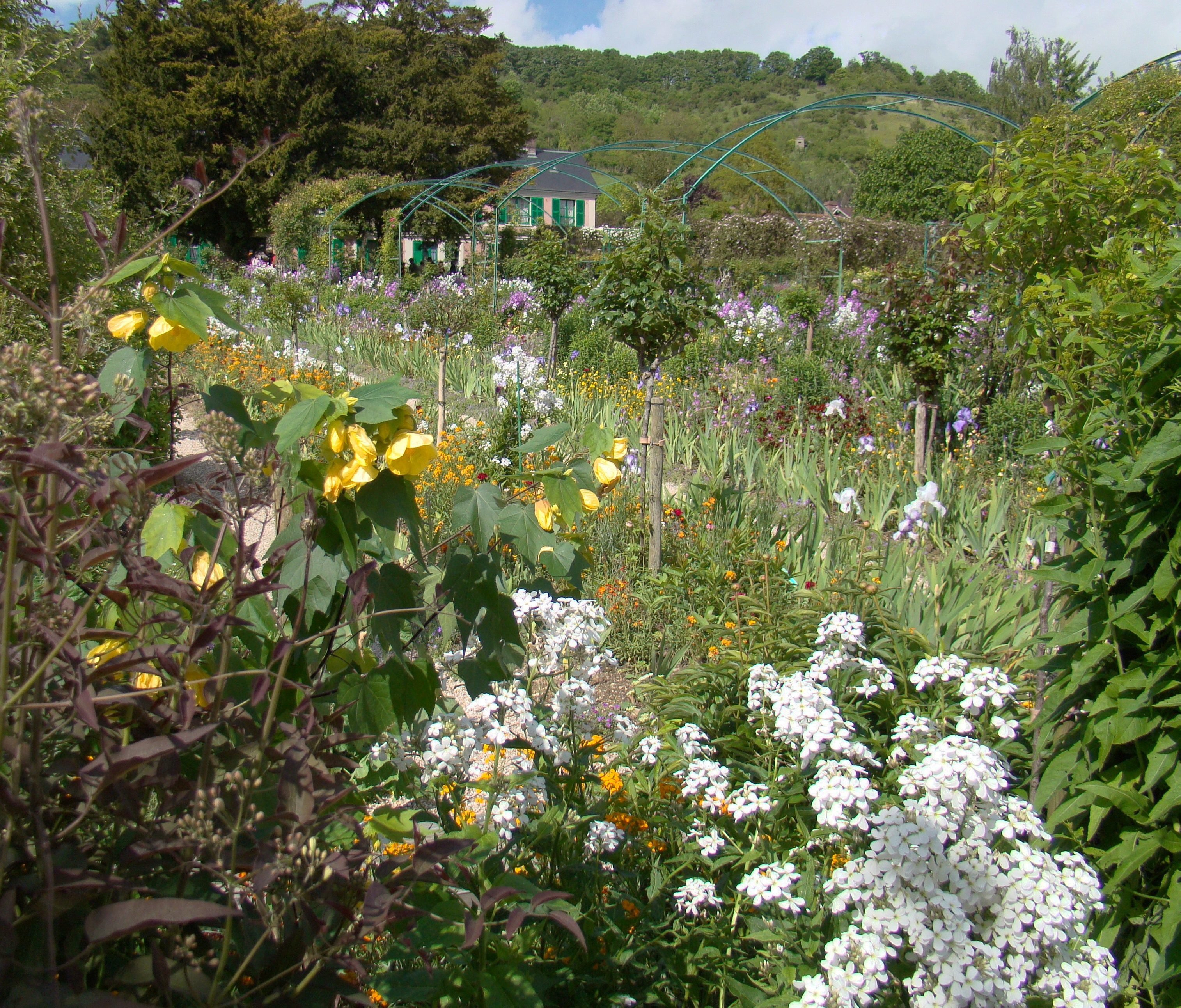
El jardín Monet de Giverny.

El jardín alberga miles de flores en un plan rectilíneo, incluyendo capuchinas, rosas, narcisos, tulipanes, narcisos, lirios, amapolas y peonías de Oriente.
Entre las especies plantadas en los jardines, destacan:
- bambúes,
- ginkgos biloba,
- Arces japoneses,
- Peonías arbustivas de Japón,
- Lirios y sauces llorones.

Algunos especímenes cultivados en el "Jardín de la Foundation Claude Monet".

Especímenes
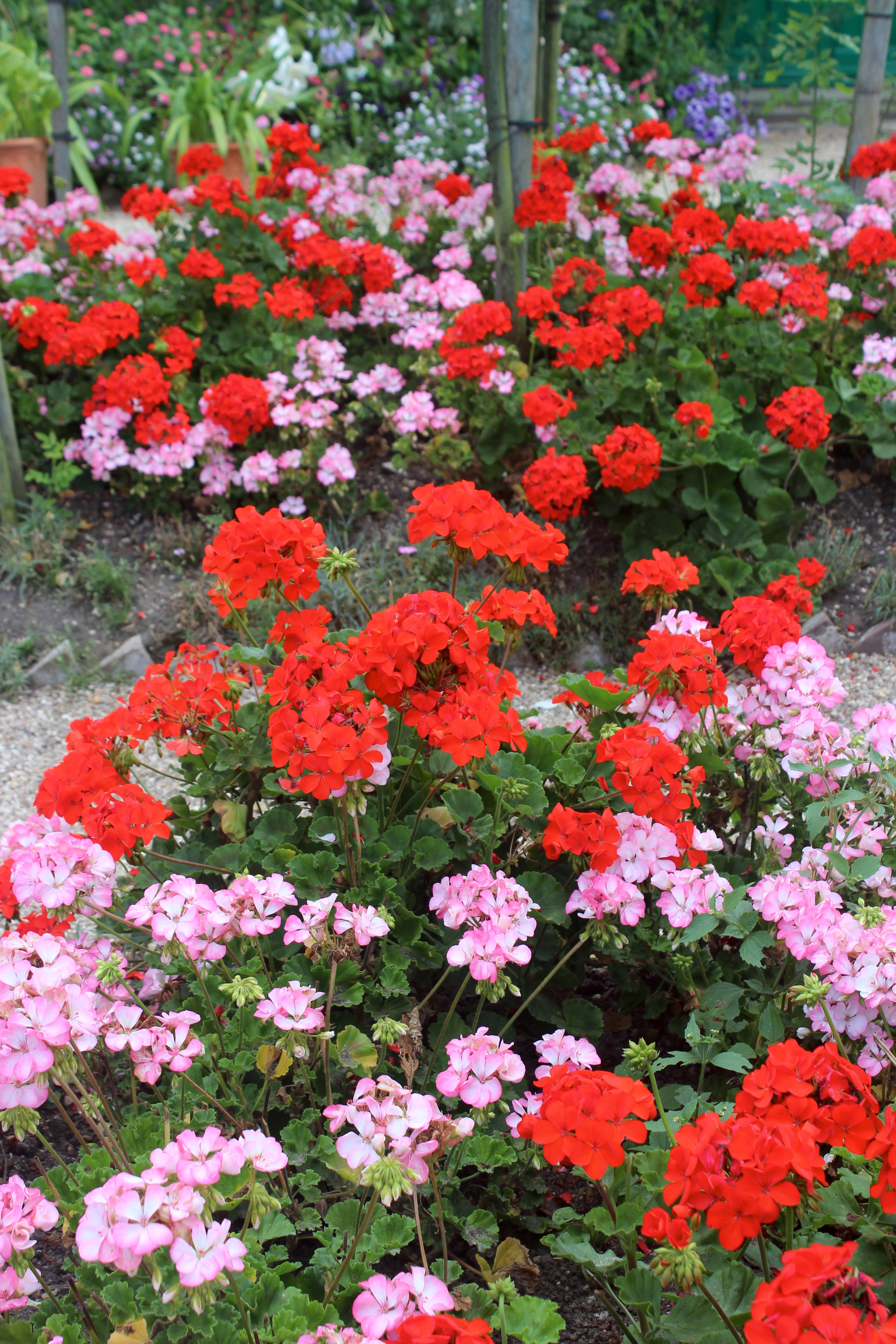
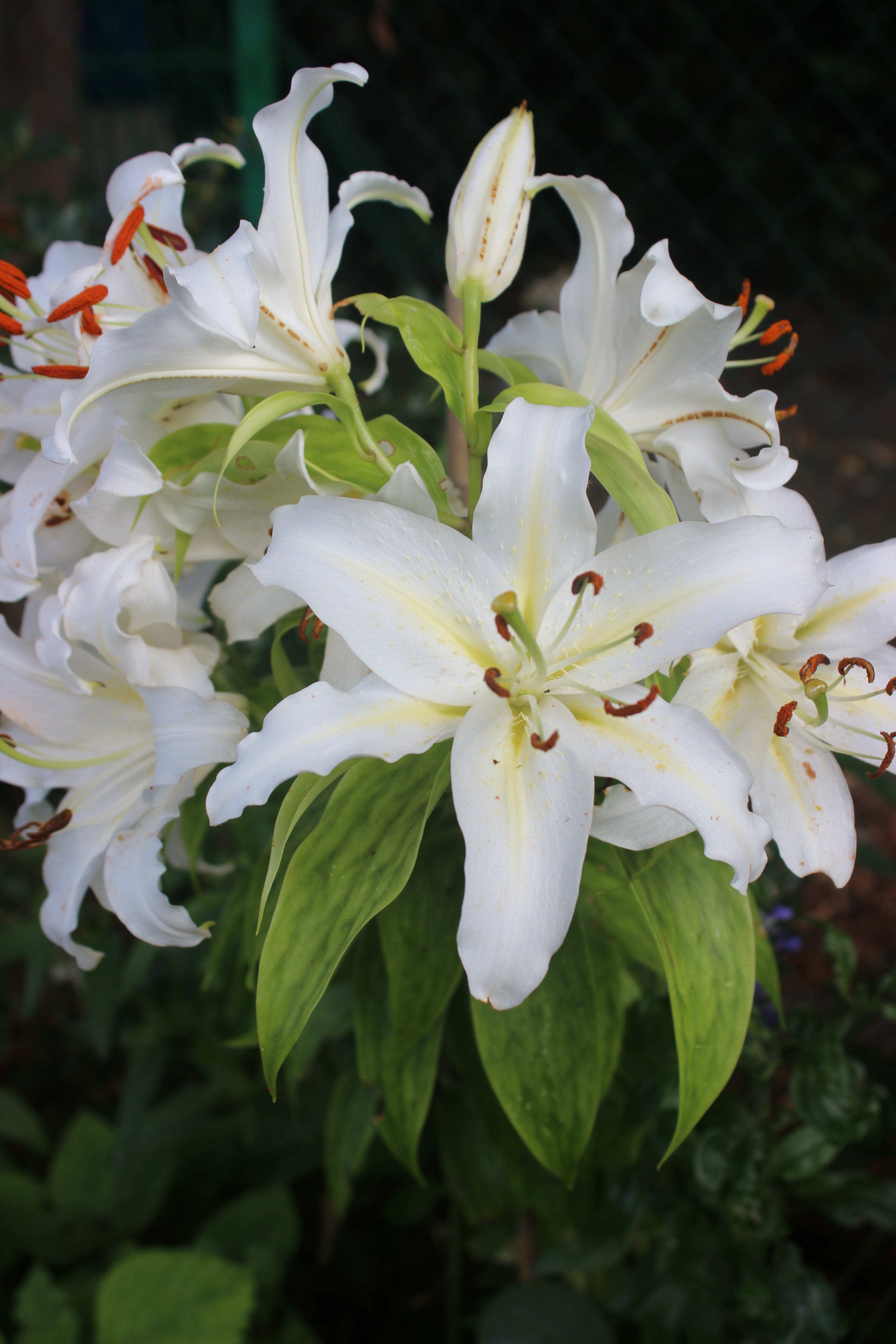
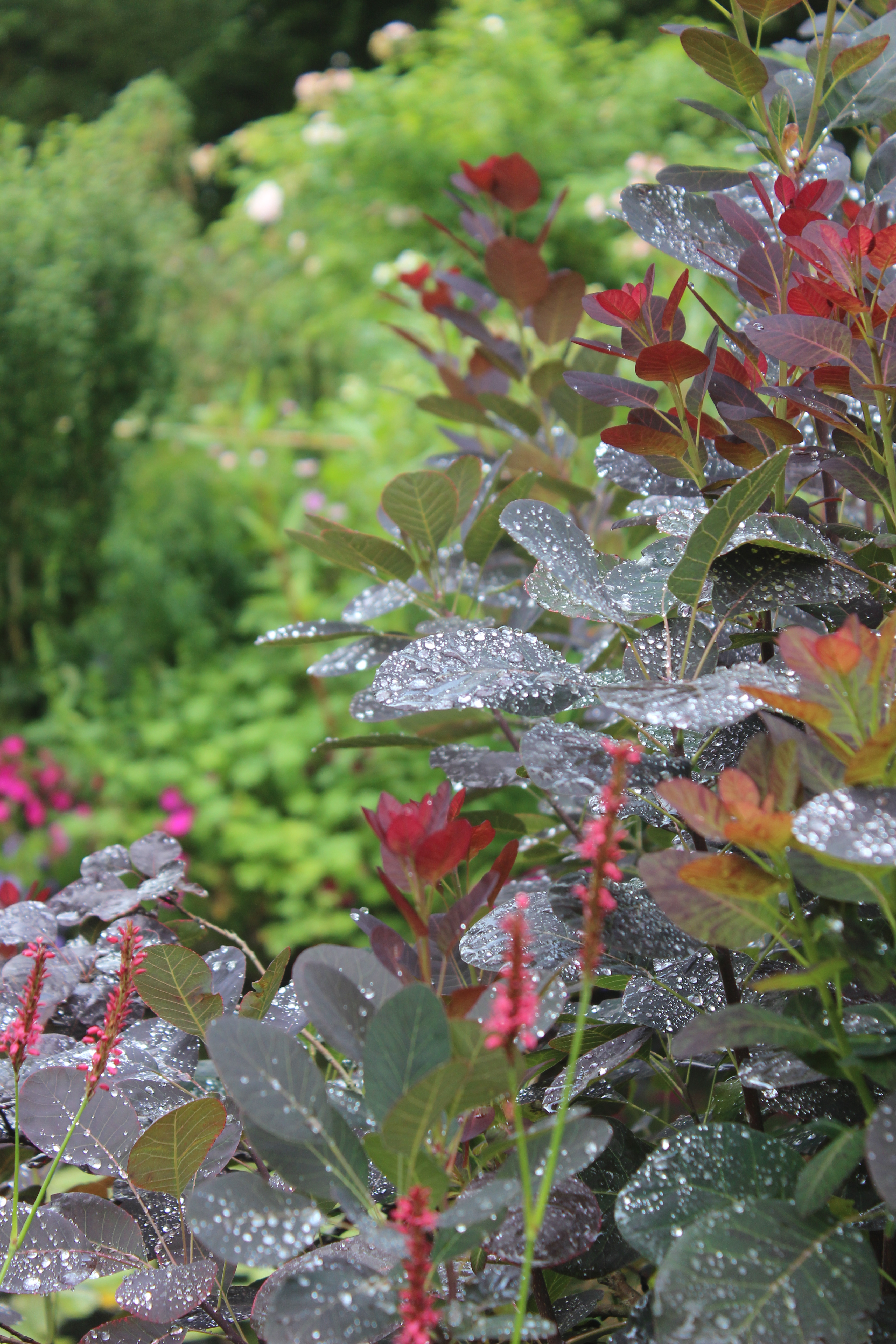
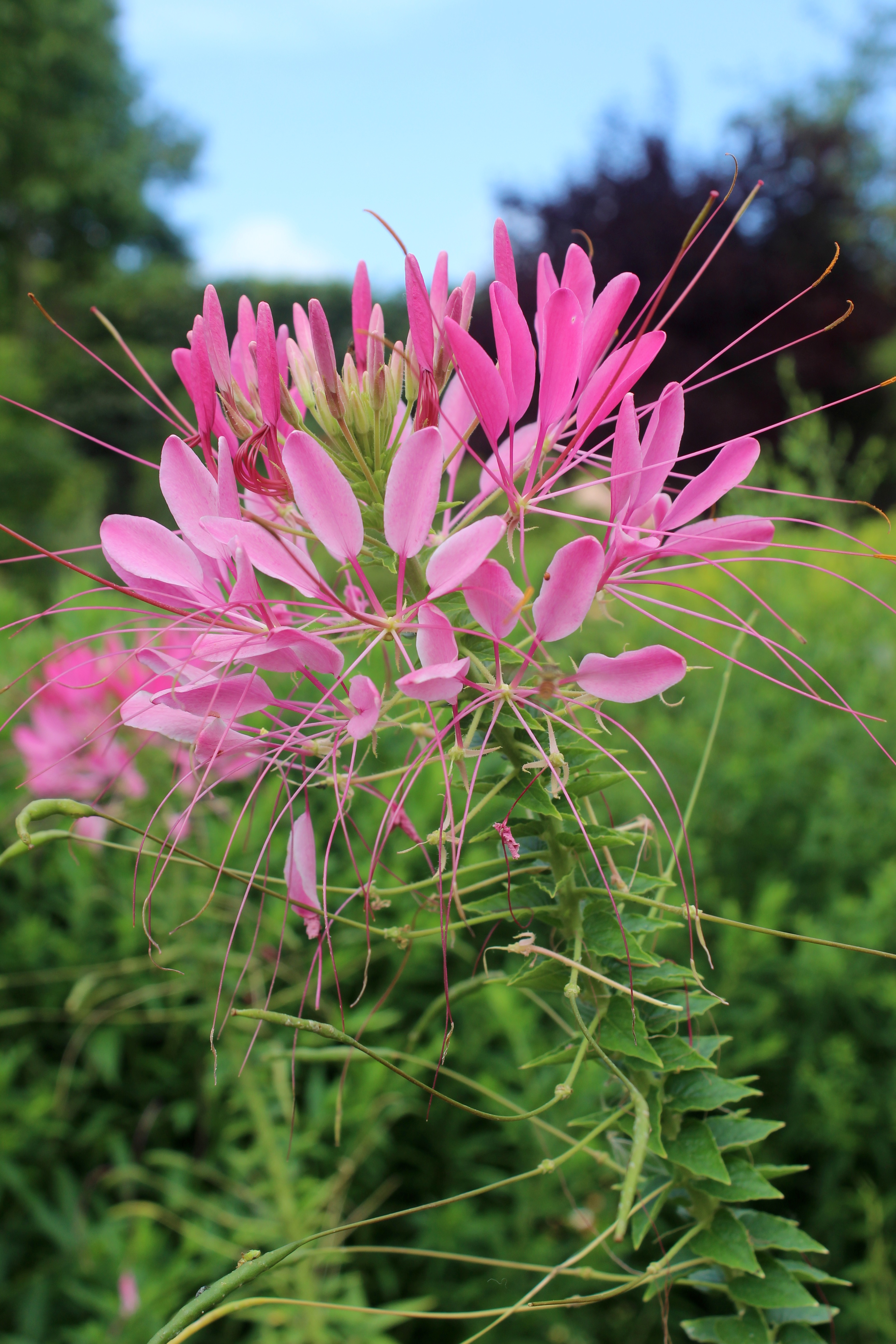
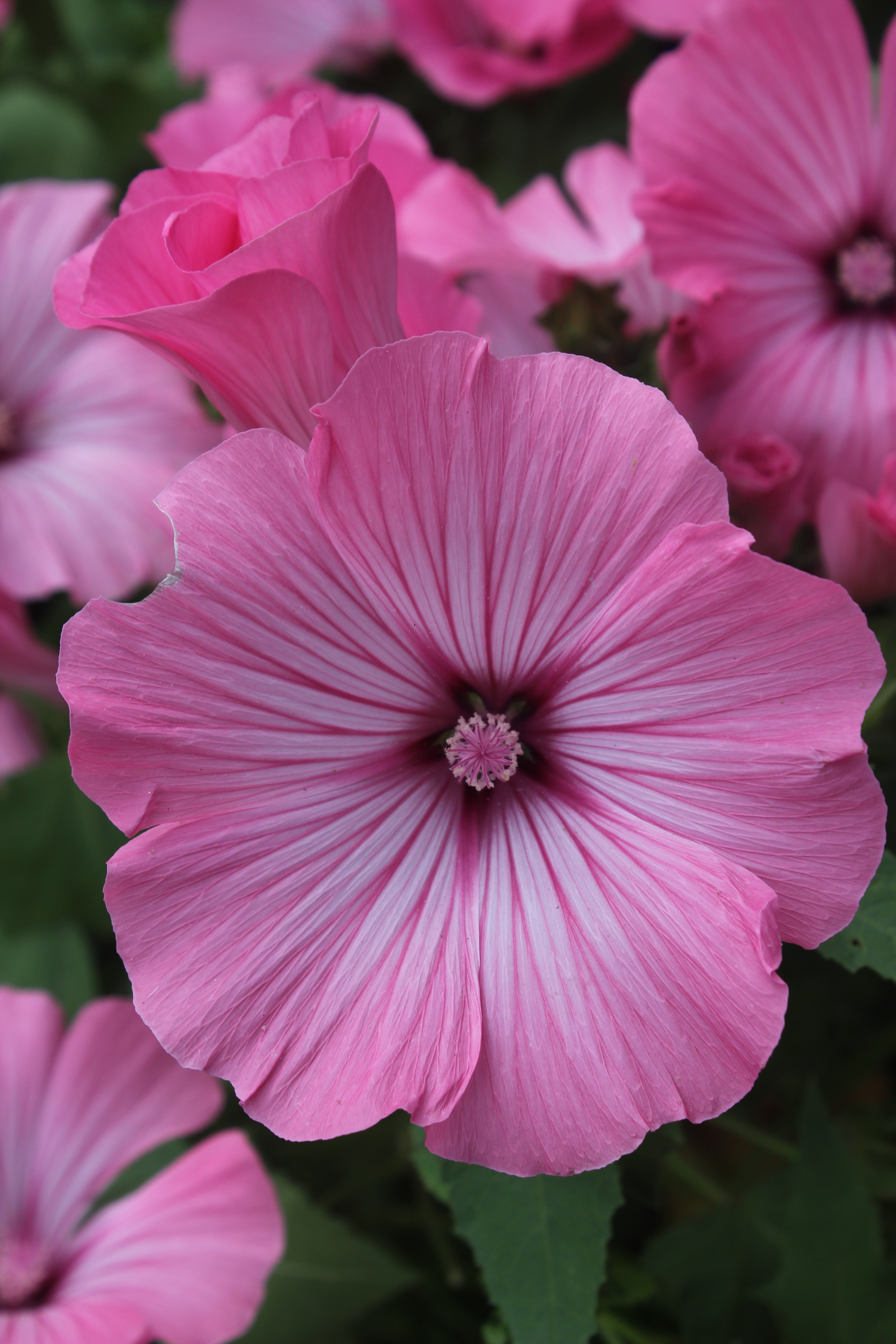
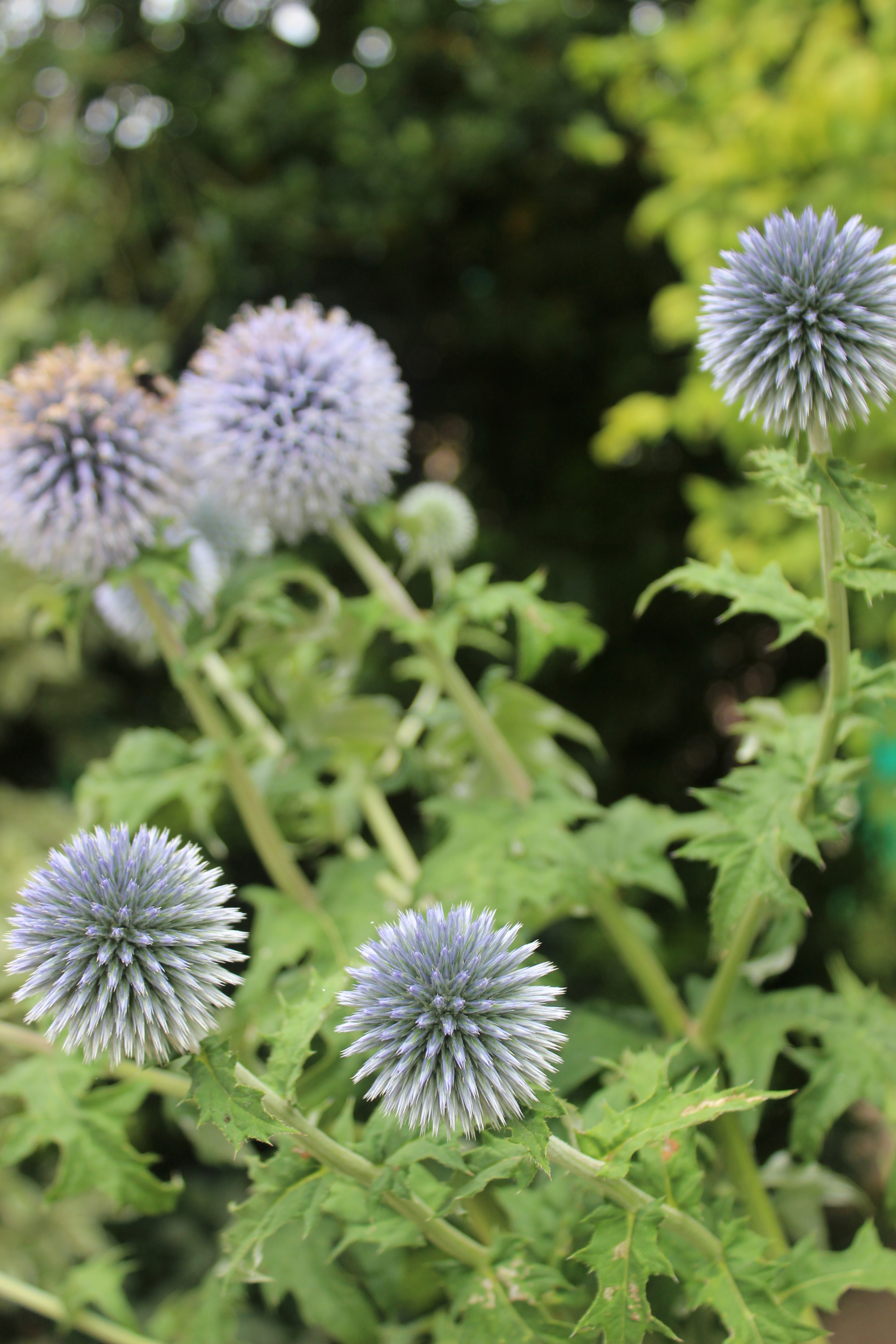
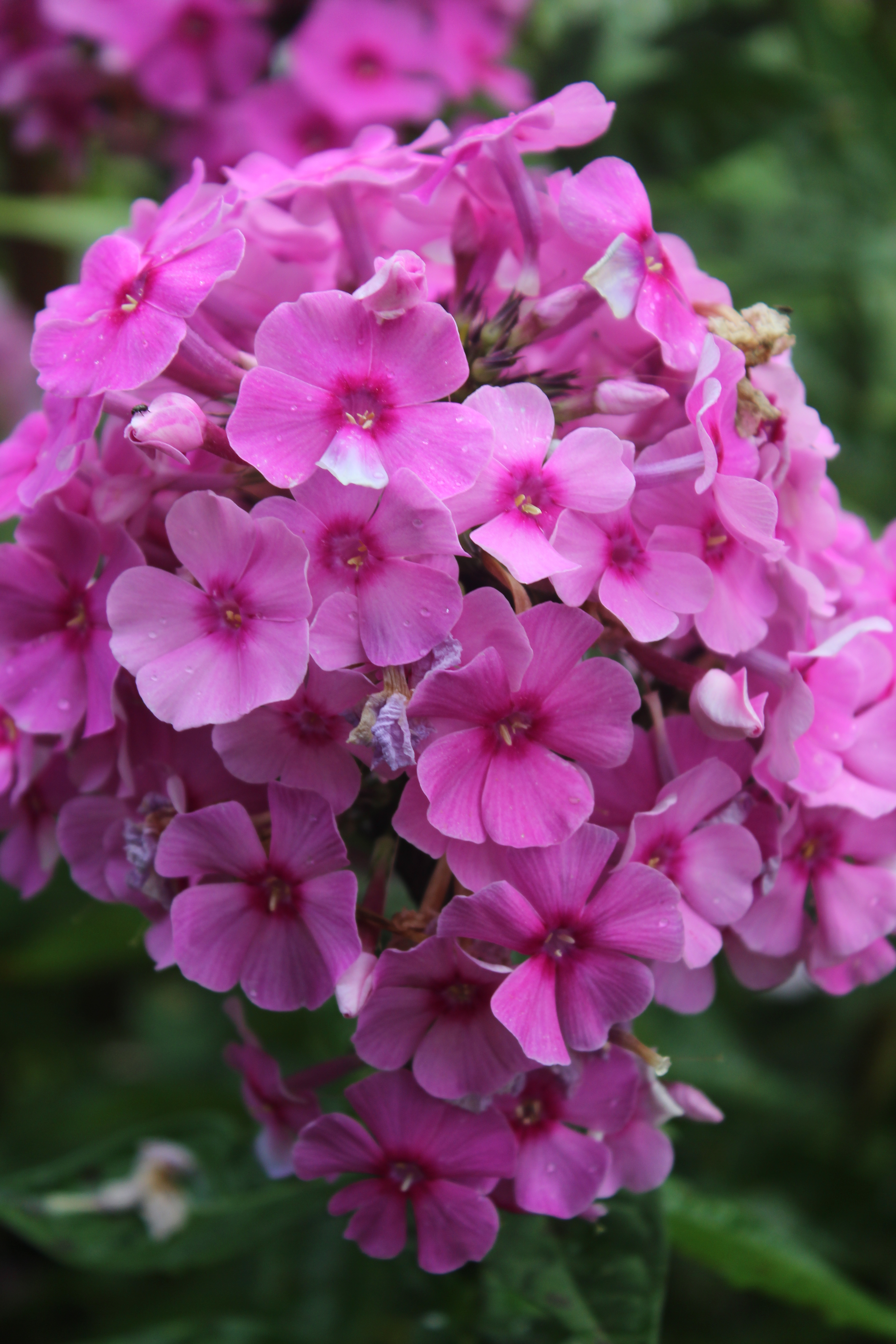
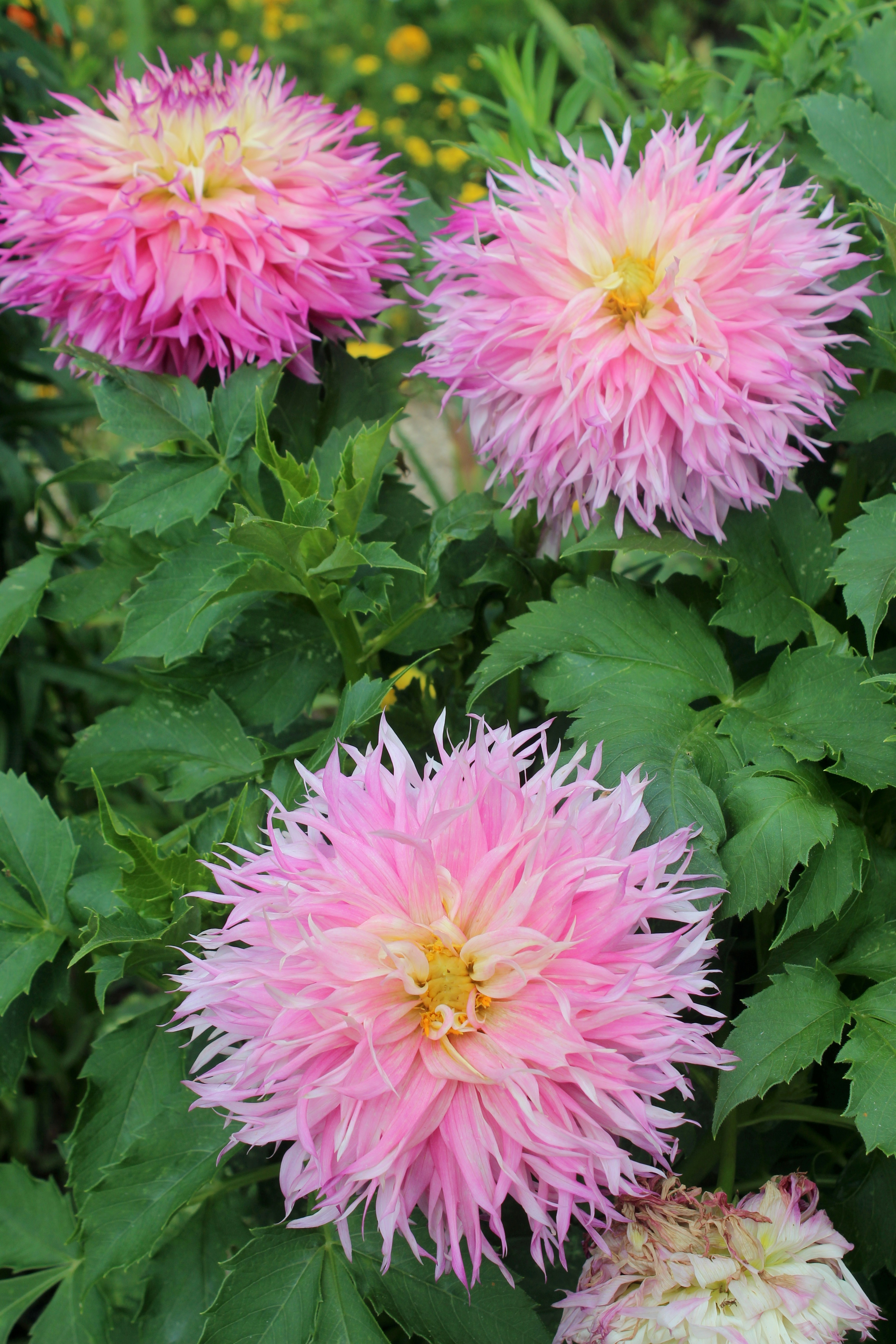

## La colección de estampas japonesas
La mayoría de las pinturas de Claude Monet se conservan en el Museo Marmottan de París. Sin embargo, la casa de Monet alberga una colección de más de 200 ukiyo-e, grabados japoneses de los siglos XVIII y XIX que el pintor coleccionaba. Entre las piezas más notables hay obras de Kitagawa Utamaro (1753–1806),  Katsushika Hokusai (1760–1849) y Utagawa Hiroshige (1797–1858).

## Filmografía
Algunas escenas de la película Medianoche en París de Woody Allen fueron rodadas aquí el 6 de agosto de 2010.